# Беверли-Хиллз, 90210 (саундтреки)
За годы съёмок американского телесериала «Беверли-Хиллз, 90210» лейблы «Giant Records», «Wea» и «Rhino» выпустили три официальных саундтрека.

## The Soundtrack
Первый официальный альбом с композициями из сериала был выпущен в начале 3 сезона шоу, хотя на обложке использованы промофото из второго сезона — фото сделаны во время съёмок эпизода «Эйфория» (англ. U4EA), который вышел в эфир 14 ноября 1991 года. На актёрах надеты те же костюмы, что носили их герои в этой серии.
Альбом выпускался на аудиокассетах, лазерных дисках и CD в разных странах мира.
1. «Bend Time Back Around» — Paula Abdul
2. «Got 2 Have U» — Color Me Badd
3. «The Right Kind Of Love» — Jeremy Jordan
4. «Love Is» — Vanessa Williams и Brian McKnight
5. «Just Wanna Be Your Friend» — Puck & Natty
6. «Let Me Be Your Baby» — Geoffrey Williams
7. «Saving Forever For You» — Shanice
8. «All The Way To Heaven» — Jody Watley
9. «Why» — Cathy Dennis
10. «Time To Be Lovers» — Michael McDonald и Chaka Khan
11. «Action Speaks Louder Than Words» — Tara Kemp
12. «Theme From Beverly Hills, 90210» — John E. Davis

### Синглы
| # | Название                      | Исполнитель                      |
| - | ----------------------------- | -------------------------------- |
| 1 | «Saving Forever For You»      | Шанис                            |
| 2 | «Love Is»                     | Ванесса Уильямс и Брайан Макнайт |
| 3 | «The Right Kind Of Love»      | Джереми Джордан                  |
| 4 | «Why»                         | Кэти Деннис                      |
| 5 | «Just Wanna Be Your Friend» * | Puck & Natty                     |

- Выходил только во Франции.

### Видео
Клипы на эти песни — а также на композицию «Why» в исполнении Кэти Дэннис — появляются в финальных титрах третьего сезона шоу. Также планировалось, что первым синглом альбома станет песня «Bend Time Back Around» Полы Абдул, но релиз в рамках этой промокампании был отменён.

### «Золотой» сертификат
| Регион                                                      | Сертификация | Продажи  |
| ----------------------------------------------------------- | ------------ | -------- |
| США (RIAA)                                                  | Золотой      | 500 000^ |
| ^ Данные о тиражах приведены только на основе сертификации. |              |          |

## The College Years
Второй альбом вышел во время трансляции 5 сезона сериала, хотя опять же на обложке использованы фотографии из 4 сезона. На актёрах те же костюмы, что носили их герои в эпизоде «Сегодня, как 20 лет назад…» (англ. Twenty Years Ago… Today), вышедшем в эфир 27 октября 1993 года.
Альбом был выпущен на аудиокассетах и CD, а также выходил в Германии. В оформлении есть существенное различие — на обложке кассеты присутствует фото актрисы Шеннен Доэрти, сыгравшей Бренду Уолш и покинувшей шоу после 4 сезона. В то время как на диске использовано изображение актрисы Тиффани-Эмбер Тиссен, пришедшей на замену Доэрти в 5 сезоне.
1. «Make It Right» — Lisa Stansfield
2. «Not One More Time» — Stacy Piersa
3. «Every Day Of The Week» — Jade
4. «Not Enough Hours In The Night» — After 7
5. «S.O.S.» — Cathy Dennis
6. «No Intermission» — 5th Power
7. «Cantaloop (Flip Fantasia)» — Us3
8. «Moving On Up» — M People
9. «Touch My Light» — Big Mountain
10. «I’ll Love You Anyway» — Аарона Невилла
11. «What Your Love Means To Me» — Hi-Five
12. «Forever Yours» — Wendy Moten

### Синглы
| # | Название            | Исполнитель    |
| - | ------------------- | -------------- |
| 1 | «Not One More Time» | Стейси Пирса   |
| 2 | «Make It Right»     | Лиза Стэнсфилд |

## Songs From The Peach Pit
Треки, вошедшие в третий официальный альбом, относятся к американской классике в исполнении многих популярных групп 1960-70-х годов. Название альбома отсылает к вымышленному кафе Персиковая косточка, где любят отдыхать герои сериала — внутренний дизайн и оформление также относятся к периоду американской классики, и вероятней всего напоминает о музыкальном автомате, стоящем в этом кафе. Эти устройства были крайне популярны в общественных местах в середине прошлого века.
На обложке используются фото из промосессии к 7 сезону шоу.
1. «Devil With A Blue Dress On» — Mitch Ryder & The Detroit Wheels
2. «You Really Got Me» — The Kinks
3. «Satisfaction» — Otis Redding
4. «Knock on Wood» — Eddie Floyd
5. «B-A-B-Y» — Carla Thomas
6. «The Beat Goes On» — Sonny & Cher
7. «How Can I Be Sure» — The Young Rascals
8. «Friday On My Mind» — The Easybeats
9. «Mony Mony» — Tommy James & the Shondells
10. «Pick Up The Pieces» — AWB
11. «What You Won’t Do For Love» — Bobby Caldwell
12. «Slow Ride» — Foghat
13. «Strange Way» — Firefall
14. «Please Don’t Go» — K.C. & the Sunshine Band
15. «Beverly Hills 90210 Theme». Original Sound Track